# 王载文
王载文（1968年1月—），女，汉族，河南淇县人，中华人民共和国政治人物。河南省委党校应用社会学在职研究生学历。现任三门峡市政协主席。

## 生平
1990年毕业于郑州大学中文系汉语言文学专业，1990年8月进入安阳市建委人事科工作，1994年8月加入中国共产党。2002年5月，任内黄县副县长；2011年9月，任中共濮阳市委常委、统战部部长；2014年3月，任濮阳市常务副市长；2019年2月，任中共三门峡市委副书记。
2020年5月15日，三门峡市政协七届四次会议在三门峡国际文博城大剧院举行，她当选第七届三门峡市政协主席。